# De si braves garçons
De si braves garçons è l'ottavo libro di Patrick Modiano scritto nel 1982 e dedicato al fratello minore Rudy, morto in tenera età.

## Struttura
L'opera non può essere pienamente definita un romanzo poiché è suddivisa in quattordici capitoli, ognuno dei quali incentrato sulle peripezie di un ben preciso personaggio. Un aspetto però accomuna questi diversi individui: l'aver frequentato il collegio di Valvert negli anni quaranta-cinquanta del Novecento. Le quattordici vicende sono narrate da due punti di vista differenti: quello di Edmond Claude (II e il XIII capitolo) e quello di Patrick, che si possono considerare entrambi alter ego di Modiano stesso. Nasce così una sorta di dialogo tra i due: c'était toi Edmond, pourquoi Newman et moi allions-nous si souvent déposer une fleur sur le tombeau d'Oberkampf? (inizio cap. XII), eh bien, moi, j'ai revu Newman (inizio cap. XIII). Un ex allievo del collegio di Valvert, vent'anni dopo la fine degli studi, rivede casualmente e separatamente alcuni compagni; questi fortuiti incontri causano la rievocazione di alcuni episodi e momenti trascorsi insieme spensieratamente. Il protagonista ha modo così di notare come la vita dei suoi amici sia drasticamente cambiata: Johnny, ragazzo di origine ebraica, venne infatti deportato durante la guerra; Daniel Desoto, ignaro della relazione clandestina tra la moglie e il suo migliore amico continua a vivere nell'inconsapevolezza; Newman, innamoratosi di una ragazza-madre, viene incaricato da quest'ultima di uccidere il patrigno di lei. 
Da questo libro si percepisce quindi una vera e propria nostalgia per l'adolescenza, un tempo lontano, che tuttavia ha profondamente e positivamente segnato il narratore.

## Costanti

### Caso
La costante del caso compare per la prima volta nel II capitolo, in cui troviamo un Edmond Claude ormai adulto in procinto di esibirsi sulla scena teatrale. Nonostante l'orgoglio di essere divenuto attore, il giovane è tuttavia conscio di non godere di una fama mondiale, ma di essere perennemente oscurato dalla bravura del collega Sylvestre-Bel. È proprio la sera dell'esibizione, prima dell'inizio dello spettacolo, che Edmond riceve inaspettatamente un biglietto da parte di uno spettatore, il suo vecchio professore Lafaure. I due recatisi in un locale, chiacchierano dei tempi andati e il giovane apprende con tristezza che il collegio Valvert, culla della sua adolescenza, è stato abbattuto. Da questo momento Edmond cade in preda alla nostalgia e si abbandona al ricordo del periodo felice ivi trascorso e dei suoi compagni di avventura: il direttore Pedro, i professori e gli amici.
Sempre il caso porta Edmond ad incontrare Marc Newman in spiaggia durante una giornata estiva e a venire a conoscenza della sua nuova situazione. 
Patrick, di cui poco viene narrato nell'opera, incontra casualmente Alain Charell in una sala d'attesa in stazione. Il caso dunque non è solo ciò che permette al narratore di rievocare quel tempo così felice e spensierato, la sua giovinezza, ma è anche il pretesto per mettere in evidenza il cambiamento che la vita dei personaggi descritti ha subito.

### Ricordo
L'opera si basa fondamentalmente sul ricordo che, spesso, va ad intrecciarsi con il presente. In ogni capitolo infatti la rievocazione di un episodio legato al suo protagonista (Daniel Desoto, per esempio, viene ricordato come "il ragazzo cacciato dal collegio") permette di dare delucidazioni riguardo alla vita adulta di quest'ultimo. La mémoire è presente fin dal capitolo I, quando il narratore richiama alla mente il direttore Pedro: desideroso di educare al meglio i ragazzi, il dirigente di Valvert era solito imporre loro una disciplina ferrea, quasi militare, facendoli addirittura marciare come soldati; ma all'occorrenza, capace di dimostrare sensibilità e premura. In uno dei tanti ricordi lo vediamo infatti rassicurare un narratore dall'aspetto infelice, garantendogli la sua presenza qualora avesse sentito la necessità di parlare dei suoi problemi. È dunque verosimile pensare che il ferreo ma sensibile direttore possa incarnare la figura genitoriale tanto desiderata da Modiano.
Oltre che motore della storia il ricordo assume un'altra funzione, quella di rifugio da una realtà negativa e avversa. Apprendendo della chiusura di Valvert, il narratore prova tristezza e si ricorda del suo soggiorno in collegio, della vita quotidiana, delle abitudini, descrivendo l'intera proprietà. Da come si comprende procedendo nella lettura, la vita di quasi tutti gli ex allievi è ormai infelice e negativa; è attraverso il ricordo che si tenta disperatamente di fuggire e quale migliore protezione di quel periodo, in cui si era giovani, spensierati e ingenui? Ogni personaggio infatti ha avuto o continua ad avere una vita alquanto complicata e alcune di queste esistenze meritano di essere menzionate: ecco quindi Robert McFowles, un tempo atleta provetto e sportivo che durante un campionato di bobsleigh si suicida; o Daniel Desoto che insieme a Patrick era stato responsabile della proiezione serale dei film e che da adulto è ignaro del tradimento della moglie; o infine Alain Charell compagno di Patrick durante una degenza nell'infermeria del collegio durante la quale i due si erano innamorati della stessa infermiera e che da adulto continua a dimostrare di essere irresponsabile (è sua abitudine infatti far entrare in casa sconosciuti finendo così un giorno in ospedale per un colpo di pistola). La nostalgia e il desiderio di allontanarsi dalla negatività dei tempi moderni (olocausto, tradimenti, bugie, criminalità) sono ancora più evidenti nell'ultimo capitolo quando Patrick e Charell ritornano nella loro vecchia scuola e pronunciano, alla fine del libro una breve ma assai potente verità: nous étions de si braves garçons.

### Figura femminile
La figura femminile, qui identificata con l'immagine materna, risulta essere particolarmente negativa. Nell'opera sono presenti tre "madri": quella di Michel Karvé, quella di Christian e infine quella della Petite Bijou, protagonista di un altro libro di Modiano. La prima dimostra di essere una madre indifferente nei riguardi del figlio: Patrick si ricorda come, durante una passeggiata, la donna camminasse lontano da Michel e non parlasse mai con lui. L'indifferenza materna si percepiva anche dalla trasandatezza del ragazzo che come si scoprirà nel corso del racconto indossava i vestiti smessi dei genitori. Una volta arruolatosi, Michel chiese a Patrick di salire in casa sua a prendere alcune cose. Lo stupore del giovane fu assoluto nel vedere la stanza dell'amico, così piccola da poter essere tranquillamente scambiata per uno sgabuzzino se non fosse stato per la presenza del letto e delle poche cose che Michel possedeva. La madre nonostante sapesse dove fosse diretto il figlio non mostrò la minima preoccupazione, anzi ciò che desiderava di più era che Patrick si sbrigasse a raccogliere le cose di Michel. 
La madre di Christian fu per il ragazzo sempre un onere: come lo stesso autore narra l'amico dovette crescere troppo in fretta e fare lui le veci di genitore. Episodio emblematico che mostra quale fosse la vita del giovane Christian è quello in cui egli si trova a rimproverare la madre per il suo stile di vita: ella, forse una prostituta, era solita non mangiare e fumare eccessivamente. La sua professione spinse la donna ad allontanare il proprio figlio da casa affittandogli un appartamento. 
Infine la madre della Petite Bijou, una donna troppo presa dalla sua carriera di attrice per prendersi cura della figlia, e che preferirà lasciare la piccola alle cure di un ragazzo incontrato per caso, nominandolo suo precettore. È palese come questa bambina soffra per la superficialità materna e per la mancanza di amore nei suoi confronti, oltre che per l'indifferenza della madre: la Petite Bijou ha infatti paura di dormire da sola e insiste sempre affinché il precettore le legga un libro rimanendo accanto a lei. Come se non bastasse la madre la costringe a diventare attrice senza neanche prendere in considerazione l'opinione della piccola.
Tutte e tre sono figure negative, superficiali, incapaci di amare e di legarsi sentimentalmente persino al proprio figlio, una chiara referenza insomma alla madre di Modiano stesso, abbandonato insieme al fratellino in un collegio.

### Somiglianze vita di Patrick Modiano nel libro
Il narratore di questo libro ha molti contatti con lo scrittore Patrick Modiano, non solo per l'omonimia con uno dei personaggi, ma per una serie di aspetti comuni tra la vita dei due. Primo fra tutti il fatto che Patrick - personaggio abbia frequentato Valvert, mentre Patrick autore sia stato ospite in vari collegi. La scuola menzionata nell'opera può considerarsi infatti un riferimento alla scuola di Montcel a Jouy-en-Josas, frequentata tra il 1956 e il 1960 (in entrambe le strutture viene adottata una disciplina militare). Grazie a questa trasposizione è possibile intuire che i vari elementi presenti nel libro siano da ricercarsi nella vita di Modiano. Gli stessi compagni di Patrick ed Edmond presumibilmente esistettero, forse con nomi diversi. Anche Edmond Claude, secondo narratore e non una semplice comparsa, per il suo ruolo all'interno dell'opera è possibile rivestisse una parte importante nella vita dell'autore. Altre ipotesi lo vedono come un alter ego di Raymond Queneau che conobbe Modiano quando questo era ancora giovane diventandone il mentore e il sostenitore. Ennesima somiglianza è l'assenza di accenni ad una possibile visita dei genitori di Patrick in collegio condizione che spesso si verificava nella vita di Modiano, abbandonato dalla madre.
Il libro presenta un forte legame con la Petite Bijou alla quale è dedicato interamente un capitolo. Qui apprendiamo che è una bambina trascurata dalla madre e costretta ad avviarsi alla carriera di attrice contro la propria volontà. Ogni sabato il collegio proiettava un film e un amico del direttore spesso invitato a questi ritrovi sembrava prediligere il film Le Carrefour des Achers dove il ruolo della bambina era ricoperto dalla Petite Bijou. L'ospite rivela di aver conosciuto la piccola attrice e racconta la sua storia. I due si erano conosciuti quando lui era ancora uno studente a Valvert. Frequentava un corso d'arte drammatica, le cours Marivaux, la cui vedetta era Sonia O'Dauyé (ovvero la madre della Petite Bijou). La donna era troppo presa dal teatro e dalla sua carriera per occuparsi della piccola, lasciata dunque alle cure di persone sempre diverse. È così che i due si conoscono: l'uomo ne era diventato precettore. Il rapporto fra i due è molto forte tanto che quando il ragazzo decide di partire per il Midi francese propone alla madre della bambina di portarla con sé, al fine di assicurarle una vita felice e stabile. Sonia però rifiuta avendo già deciso per il futuro della figlia: ella diventerà attrice. Precettore e bambina si perderanno così di vista, ed ecco spiegato perché il ragazzo, ormai diventato adulto, non si stanca mai di vedere il film Les Carrefour des Achers: è l'unico modo per rivedere quella bambina che aveva amato profondamente (C'est très gentil à vous, monsieur Jeanschmidt de me permettre de voir encore une fois la Petite Bijou...).